# Rimutaka-Tunnel
Der Rimutaka-Tunnel (offizielle Bezeichnung: Tunnel 2, Wairarapa Line) ist ein eingleisiger Eisenbahntunnel im Zuge der Bahnstrecke Wellington–Woodville und mit knapp 9 km zugleich der zweitlängste Eisenbahntunnel in Neuseeland.

## Geografische Lage
Die Bahnstrecke Wellington–Woodville kreuzt die Remutaka Range. Die historische Strecke führte – bis auf einige kürzere Tunnel – weitestgehend über den Berg. Der Rimutaka-Basistunnel ersetzte diesen kurven- und steigungsreichen Abschnitt im Gebirge. Er unterquert die Remutaka Range zwischen Maymorn, nahe Upper Hutt, im Westen und Featherston im Osten. Zugleich verkürzte er die Strecke um 15,1 km.

## Technische Parameter
Der Tunnel ist eingleisig, 8,798 km lang und war von 1955 bis 1978 der längste Tunnel Neuseelands. Zuvor war das der Otira-Tunnel auf der Südinsel, seit 1978 ist das der Kaimai-Tunnel bei Tauranga mit 8,880 km. Der Rimutaka-Tunnel ist nach wie vor der längste Tunnel Neuseelands, der auch planmäßigen Personenverkehr aufweist.
Der Tunnel steigt mit 2,5 ‰ vom Westportal bis zum höchsten Punkt, etwa in der Mitte des Tunnels, an und fällt dann mit 5,6 ‰ zum Ostportal hin ab. Das Lichtraumprofil hat eine Höhe von 5,18 m und eine Breite von 4,68 m. Der Tunnel ist mit Beton von einer Mindeststärke von 38 cm ausgekleidet.

## Geschichte
Der Tunnel entstand, um die im Betrieb personell und technisch hoch aufwändige Steilstrecke über das Gebirge, die mit der Bergbahn-Technik nach dem System Fell überwunden wurde, zu ersetzen.

### Ansätze
Als die Strecke in diesem Abschnitt 1878 angelegt wurde, war ein Basis-Tunnel aufgrund der Kosten noch ausgeschlossen. Aber schon bald setzten Überlegungen ein, wie der extrem aufwändige Betrieb ersetzt werden könnte.
1898 beauftragte das Ministerium für öffentliche Arbeiten (Public Works Department)
mehrere Untersuchungen zu möglichen Alternativen. Das Ergebnis war ernüchternd: Die technisch sinnvollste Lösung war ein etwa 8,0 km langer Tunnel zwischen Mangaroa und Cross Creek. Aber weiter waren die Kosten für den Bau eines solchen Tunnels zu hoch.
1921/22 wurde erneut eine Machbarkeitsstudie beauftragt. Mehrere Streckenführungen wurden geprüft. Das Ergebnis war unverändert. Immerhin wurde 1924 durch ein Maßnahmegesetz Baurecht geschaffen. Die Strecke sollte etwa 9 km südlich der heutigen Trasse verlaufen. Da die Mittel, das Projekt umzusetzen, auch diesmal fehlten, versandete es.
Die Labour-Regierung kündigte 1936 an, das Projekt wieder aufzunehmen. Detaillierte Untersuchungen wurden 1938/1939 abgeschlossen. Aufgrund des Ausbruchs des Zweiten Weltkriegs wurde es erneut verschoben.
Nach dem Zweiten Weltkrieg wurde es dringend notwendig, über den weiteren Betrieb der Strecke zu entscheiden. Die eingesetzten Fell-Lokomotiven der NZR-Baureihe H liefen auf das Ende ihrer Nutzungszeit zu, die Wartungskosten stiegen. Zwischen September 1945 und Juli 1947 wurden vier Optionen diskutiert. Dabei wurde eine Überquerung des Gebirges ausgeschlossen, erneut ein Tunnel als einzig akzeptable Lösung favorisiert. Die Entscheidung fiel für die kürzeste Route, einen Tunnel zwischen Mangaroa und Lucena’s Creek Gully.

### Bau

#### Tunnel
Das Ministerium für öffentliche Arbeiten (Public Works Department) begann 1948 mit den Arbeiten an beiden Enden der Anlage. Im Westen trieb es den Tunnel 321 m, im Osten 250 m in den Berg. Dann ruhten die Arbeiten und wurden anders organisiert: Mit einem Konsortium wurde am 7. Mai 1951 ein Vertrag über die Fertigstellung des Tunnels geschlossen. Es nahm die Arbeiten im Juli 1951 am westlichen Ende und im August am östlichen Ende des Tunnels auf. Der Tunnel wurde im Gesamtprofil vorangetrieben, auf die in der traditionellen Bauweise zunächst zu erstellenden Richtstollen wurde verzichtet. Der Abraum der westlichen Baustelle wurde großenteils dazu verwendet, den Untergrund für den Bahnhof Maymorn herzustellen. Etwa 300 bis 400 Personen waren gleichzeitig auf den Baustellen beschäftigt. Die überwiegende Zahl war in zwei provisorischen Siedlungen, je eine für die östliche und die westliche Baustelle, untergebracht. Für die unverheirateten Männer gab es Schlafbaracken, für verheiratete 20 Häuser. Jeweils eine Kantine versorgte die Arbeiter. Bei Vertragsschluss war vereinbart worden, dass der Durchschlag nach vier Jahren erfolgen solle. Vorzeitig, schon am 20. April 1954, trafen die beiden Baustellen aufeinander. Dabei betrug die Abweichung der beiden Vortriebe voneinander nur knapp 4,5 cm. Einen Monat später war die Betonauskleidung fertiggestellt. Beim Tunnelbau gab es drei Todesopfer.
Ursprünglich war der Tunnel für elektrische Traktion vorgesehen. Die von Wellington bis Upper Hutt reichende Oberleitung mit 1500-Volt-Gleichstrom sollte dafür nach Featherston oder Masterton verlängert werden. Darauf wurde dann aber aufgrund wirtschaftlicher Überlegungen und der damals niedrigen Dieselpreise verzichtet.

#### Nebenanlagen
Nach Fertigstellung des Tunnels wurde ein vertikaler Lüftungsschacht mit einem Durchmesser von 2,74 m aufgefahren. Er befindet sich nahezu mittig im Tunnel und erreicht die Oberfläche neben dem Remutaka Rail Trail in der Nähe des Pakuratahi-Tunnels der ehemaligen Bergstrecke. Der 117 m hohe Schacht wurde gebaut, nachdem Tests gezeigt hatten, dass die natürliche Belüftung des Tunnels für Dieseltraktion unzureichend war.
Neben dem Tunnel selbst gehörten zu dem Projekt auch die jeweiligen Anschlüsse an beiden Enden an die Bestandsstrecke. Hier hat die Krümmung des engsten Bogens einen 400 Meter-Radius. Die Zufahrten umfassten auch zwei Kreuzungsbahnhöfe, den neu gebauten Bahnhof Maymorn auf der Westseite und die Ausweichstelle Rimutaka am Ostportal des Tunnels. Die Zufahrtsstrecken haben vier Brücken, darunter eine 91 Meter lange Brücke über den Mangaroa-Fluss mit fünf Feldern und 91 Metern Spannweite, sowie einen Tunnel und zwei Unterführungen in der Nähe der Maoribank auf der Westseite des Haupttunnels. Der Maoribank-Tunnel ist 539 m lang. Er wurde 1953 separat ausgeschrieben, aber dann vom gleichen Konsortium gebaut, das auch den Rimutaka-Tunnel erstellte. Die Arbeiten begannen im Oktober 1953 und wurden im Dezember 1954 abgeschlossen. Auf der Ostseite des Haupttunnels wurde auf zwei kurze Tunnel von 220 m und 180 m verzichtet, weil es billiger war, die Strecke hier um 140 Meter zu verlängern, wodurch offene Einschnitte möglich waren.

### Übergabe
Am 1. Februar 1955 übernahm die Neuseeländische Staatsbahn (NZR) den Tunnel und die Zufahrten und begann, den Oberbau zu verlegen. Bis Oktober 1955 waren die Signalanlagen und die zentrale Verkehrsleittechnik installiert und das gesamte Gleis mit Ausnahme eines kurzen Abschnitts in der Nähe von Upper Hutt, wo die alte Strecke an die neue anschloss, verlegt.
Am Abend des 29. Oktober 1955 verkehrte der letzte Zug über die Steilstrecke, ein Sonderzug, der vom Carterton Show Day in Upper Hutt eintraf. Anschließend wurde der Betrieb für drei Tage eingestellt, um den Anschluss des neuen Streckenabschnitts an die Bestandsstrecke zu ermöglichen. Am 3. November 1955 wurde die neue Strecke eröffnet. Zwei Sonderzüge fuhren von Wellington nach Speedy’s Crossing, wo die Feier stattfand.

## Betrieb
Der Tunnel war zu lang, um ihn mit Dampflokomotiven zu befahren. Von Anfang an wurden ausschließlich Diesellokomotiven eingesetzt. Die Bahnstrecke Wellington–Woodville war somit die erste vollständig dieselbetriebene Strecke in Neuseeland. Auch spätere Versuche, die Elektrifizierung nachzuholen, sind bis heute gescheitert. 2007 lehnte das Greater Wellington Regional Council dies ab, da das Verkehrsaufkommen zu gering sei, um die Investition zu rechtfertigen.
Transdev betreibt unter dem Namen Wairarapa Line zwischen Wellington und Masterton eine Regionalzugverbindung mit fünf (werk)täglichen Zugpaaren, die den Tunnel nutzt. Durch den Tunnel fahren auch Sonderzüge, z. B. für Eisenbahnfreunde. Wenn diese mit einer Dampflokomotive bespannt sind, müssen sie von einer Diesellokomotive durch den Tunnel geschleppt werden, da deren Rauchgase die Tunnelentlüftung überfordern würden.
Der Tunnel wird auch von Güterzügen befahren. Hauptsächlich wird hier Holz aus Wairarapa zum CentrePort Wellington abgefahren.